# 箭內亙
箭內亙（1875年7月17日—1926年2月10日），日本近代東亞史學家、東京帝國大學教授，其領域主要涉及蒙元制度史和歷史地理學，主要著作有《遼金乣軍及金代兵制考》、《元朝制度考》、《元朝怯薛及斡耳朵考》等。他的次子箭內健次也是一名從東京帝國大學畢業的歷史學家。

## 簡歷
1875年，箭內亙出生於福島縣西白河郡泉崎村，於1901年畢業於東京帝國大學史學科。
1908年，東京帝國大學教授白鳥庫吉在後藤新平的支持下，於南滿洲鐵道會社設置滿鮮歷史地理調查部，主要研究滿洲與朝鮮的歷史，箭內亙便是調查部其中一名人員。在調查部提出的研究成果如《滿洲歷史地理》、《朝鮮歷史地理》、《滿鮮地理歷史研究報告》中，箭內亙就是負責漢魏南北朝以及元明時代部分。
1919年，箭內亙任職東京帝國大學東洋史歷史系助理教授，直到1925年，白鳥庫吉退休，箭內亙接任「東京帝國大學文科大學史學科」東洋史學第一講座。1926年，箭內亙病逝，享年52歲。

## 學術爭議
箭內亙指出《元史》，《新元史》及《蒙兀兒史記》記載耶律留哥起兵反金是在蒙古太祖七年（1212年）均屬錯誤，並考證正確的起兵時間應該在太祖六年春夏之交，然而中國歷史學者李則芬經過考證卻認為正確的時間應該是太祖六年九月左右。

## 對中國學術界的影響
由於受到日本學者如箭內亙和主張滿蒙非中國論以及中國非國論的矢野仁一等人研究刺激，支持《钦定满洲源流考》（在乾隆時期編撰而成的關於滿洲人歷史的書籍）傳統論述的中國旗人歷史學家金毓黻於1941年編寫出《東北通史》，以建立全面性的中國東北史駁斥當時日本學者為主的體系研究，他在書中的引言中寫道：「今日有一奇異之現象，即研究東北史之重心，不在吾國，而在日本。⋯⋯以牽強附會，別有用意，入主出奴，積非成是」。

## 部分著作
- 《元代經略東北考》
- 《元代蒙漢色目待遇考》
- 《元朝制度考》
- 《蒙古史研究》